# Droppsköld
- Övre vänster: Senvikingatida droppsköld på bayeuxtapeten (sent 1000-tal).
- Övre höger: Högmedeltida droppsköld med nedskuren överkant och bärremmar.
- Undre vänster: Riddare med droppsköld på Temple Pyx(en), en minnestavla i brons från 1100-talet.
- Undre höger: Ryttare med droppsköld och lans med baner (Väte kyrka, Gotland. 1100-tal).

Droppskölden, även löst kallad normandisk sköld, är en medeltida långsköld formad som en vattendroppe, varifrån den kallas. På engelska kallas den vanligen ”draksköld” (engelska: kite shield) efter den likformiga flygleksaken flygande drake. På tyska finns det bildliga namnet namnet ”mandelsköld” (tyska: Mandelschild) med mera.
Typen började användas i Europa under sen vikingatid och konstruerades då likt den vikingatida rundskölden med lodrätt mittgrepp och sköldbuckla. Den blev senare nedkortad i takt med att kroppsskydd blev bättre och konverterad till armsköld med spänne för att kunna hängas på underarmen, slutligen ej längre en långsköld, ibland kallad trekantssköld beroende på sin form.
En teori om hur droppskölden kom till Europa är att väringar, alltså nordiska legoknektar som tjänstgjorde i väringagardet i bysantinska riket, ska ha inskaffat sköldtypen under tjänstgöring i Konstantinopel. Idén är omtvistad då inga fynd av sköldtypen har gjorts i Norden från vikingatiden, utan skölden dyker först upp med normanderna, som även de hade kopplingar till väringagardet.